# Neonerita perversa
Neonerita perversa là một loài bướm đêm thuộc phân họ Arctiinae, họ Erebidae.